# Disophrys cucullifera
Disophrys cucullifera är en stekelart som beskrevs av Günther Enderlein 1920. Disophrys cucullifera ingår i släktet Disophrys och familjen bracksteklar. Inga underarter finns listade i Catalogue of Life.